# 레프 비고츠키
레프 비고츠키(Lev Semenovich Vygotsky, Лев Семенович Выготский, 1896년 11월 17일 ~ 1934년 6월 11일)는 구소련의 인지심리학자로, 벨라루스 출신이다. 10년 정도의 짧은 연구 활동 기간 동안, 발달 심리학 분야를 시작으로 폭넓은 분야에서 수많은 실험적·이론적 연구를 하다가 37세의 젊은 나이에 결핵으로 죽었다. '심리학계의 모차르트', '미래에서 온 사람'이라고 불리기도 한다.

## 생애
1896년, 벨라루스 오르샤의 유복한 유태인 가정에서 태어나 남부의 호멜에서 자란다. 모스크바 대학에 입학해 의학을 공부하였으나, 이후 편입하여 법학을 공부하였다. 대학 시절에 철학, 사회과학, 심리학, 언어학, 문학, 미술 등, 광대한 영역의 백과사전적 지식을 익혔는데, 이것은 훗날 그의 심리학 연구의 기초가 된다. 재학 중에 러시아 혁명을 경험한다. 1918년, 대학을 졸업한 비고츠키는 호멜로 돌아가 교직에 종사하며 학문을 계속한다. 1919년 호멜 지역에 볼셰비키가 진입하면서 그는 사회 활동가로서 알려지게 된다. 그는 1920년에 볼셰비키당에 입당하였다. 1919년에서 1923년까지 그는 볼셰비키가 주도하는 교육 변혁 작업에 열정적으로 참여하였다. 1924년, 다시 모스크바로 가서 본격적인 연구 활동을 개시한다.
1934년 비고츠키는 폐결핵으로 사망하게 되었다.
M. G. 야로셰프스키에 따르면, 발달심리학 및 인지심리학에 있어 개척자적인 비고츠키의 연구는 1934년부터 소련의 심리학자인 보리스 아나니예프의 비판을 받게 되었다. 야로셰프스키를 비롯한 일부 학자는 이러한 비판이 비고츠키 학설에 대한 스탈린의 집요한 공격과 관련이 있다고 간주한다. 그러나 안톤 야스나츠키에 따르면 비고츠키 연구는, 그의 사후인 1930년대 후반에도 여전히 소비에트 연방의 주요 심리학 연구로 거론되었다. 무엇보다도 비고츠키의 학설은 스탈린 집권기에도 금지된 바 없다. 야스나츠키에 의하면, 1930년대부터 학파 간의 상호적인 비판은 소비에트 연방 내에서 매우 흔한 일이었다.
일부 학자들은 1936년 이후 비고츠키의 일부 저서에 대한 금서 조치를 근거로 하여, 그가 스탈린 시기에 광범위하게 탄압받았다고 간주한다. 비고츠키의 일부 저서에 대한 금서 조치의 전말은 1936년 7월 4일 전연방 공산당이 결의한 아동학 일소 노선과 직접적으로 관련한다. 이 시기 비고츠키를 포함한 전체 아동학자의 저서가 금서 조치 된 것이다. 전연방 공산당이 아동학 일소를 결의한 이유에 대해서는 의견이 분분하지만, 가장 유력한 설로는 아동학이 가져올 수 있는 위험성에 관련된 내용이다. 당대 대부분의 아동학 연구가 성인기의 심리적 자질을 아동기의 심리적 자질로, 무비판적으로 환원하는 오류를 범하고 있었기에, 재능의 발견이 아동기에 이루어지지 않은 개체에 대해서는 교육학적 편견이 적용될 위험성이 있었기 때문이다. 물론 비고츠키의 아동학 연구에는 그러한 무비판적 환원주의가 표현되지는 않았지만, 아동학 일소에 대한 결의 집행은 개개 학자의 학설을 구체적으로 검토하지 않고 이루어졌다.
1936년 7월부터 비고츠키의 아동학 관련 연구는 소비에트 심리학계에서 다시 거론되지 못하였지만, 그의 심리학적 방법론, 인식의 발달 과정, 역사심리학이라는 틀은 지속적으로 연구되고 거론되었다. 비록 비고츠키 학파는 1941년 전쟁의 여파로 인해 내부 학제 교류가 끊기면서 해산의 길을 걸었지만, 후학의 지속적 노력으로 인해 1950년대 후반부터 다시 기반을 잡게 되었다. 이후 비고츠키 학파는 공산권 심리학에서 파블로프 학파와 양대산맥을 이루었다.(나머지는 정신현상학파, 소비에트-정신분석학파 등이 있다) 소비에트 연방 및 기타 공산권의 학교교육에 깊은 영향을 주었고, 서구 사회의 교육에도 영향을 끼쳤다. 소련 붕괴 후 그의 논문은 전 세계에 퍼져 나갔는데, 특히 첨단 뇌과학과 결합한, 인지주의 형성에 지대한 영향을 주었다.

## 평가
레프 비고츠키는 공산주의 미래의 초인과학이라는 의미에서 '새로운 심리학'을 성립해야 함을 주창했다. 그가 생애에 구축한 이론 전반은 발달심리학에 머물러 있으나, 인간 심리 일반에 대한 고찰이 선차적으로 이루어진 작업이기에 심리학적 가치가 상당히 높다. 그는 인간의 마음을 완전히 이해하기 위해서는 인간 심리의 기원을 밝혀내야 한다고 주장했는데, 이러한 골자로부터 나온 이론이 바로 아동의 행동, 언어 습득, 개념 개발, 문화 전달 형태에 관한 연구 이론이다. 현재 그의 이론은 종종 스키마(Schemas)라고 여겨지기도 한다.
심리학에대한 그의 견해는
'In the process of development the child not only masters the items of cultural experience but the habits and forms of cultural behaviour, the cultural methods of reasoning. We must, therefore, distinguish the main lines in the development of the child’s behaviour. First, there is the line of natural development of behaviour which is closely bound up with the processes of general organic growth and the maturation of the child. Second, there is the line of cultural improvement of the psychological functions, the working out of new methods of reasoning, the mastering of the cultural methods of behaviour. Thus, of two children of different ages the elder can remember better and more than the younger. This is true for two entirely different reasons. The processes of memorizing of the older child have undergone, during his additional period of growth, a certain evolution – they have attained a higher level – but only by means of psychological analysis may we reveal whether that evolution proceeded on the first or on the second line.' (Lev Vygotsky 1929,
The Problem of the Cultural Development of the Child , 챕터 'The problem')
발달 과정에서 아동은 문화 경험의 항목뿐만 아니라 문화적 행동의 습관과 형태, 문화적 추론 방법을 숙달합니다. 그러므로, 우리는 아동의 행동 발달에 있어 주요 선을 구별해야합니다. 첫째로는 일반적인 유기적 성장 과정과 그리고 아동의 성숙 과정과 아주 밀접한 관련이있는 행동의 자연적 발달 선이 있습니다. 둘째로는 심리적 기능의 문화적 개선, 새로운 추론 방법의 작동, 문화적 행동 방법의 숙달 등이 있다는 것입니다. 따라서 나이가 다른 두 자녀 중 나이가 어린 자녀보다 나이가 많은 아이가 더 잘 기억할 수 있다는점을 살펴볼 수 있습니다. 이것은 완전히 다른 두 가지 이유로 사실입니다. 나이가 많은 어린이가 암기하는 과정은 추가 성장 기간 동안 특정 진화를 겪었으며 더 높은 수준에 도달했습니다. 그러나 심리 분석을 통해서만 진화가 첫 번째 또는 두 번째로 진행되었는지 여부를 알 수 있다는것입니다.
위에서 언급하는 바와 같이 아동에 대한 언급으로 일관됨에도 불구하고 사회제도 및 그 문화를 아우르는 거시적이면서도 반대로 섬세한 관찰을 통한 논리적인 해석에서 이 사회와 가정이 아동의 발달과정에서 심리적으로 취약한 환경과 덜 준비된 상황에 노출시킬 수 있는지를 간접적으로 보여줌으로써 아동에 대한 심리학적인 배려가 얼마나 중요한지를 살펴보고있다는 점에서 그의 업적은 높이 평가받는다.

## 저서
그의 저술은 대개 사후(1934년 하반기)에 출판되었으며 1958년이 되어서야 서방세계로 알려졌다.
비고츠키의 저술들은 꾸준히 발굴되어 활자화되고 있다. 영문판 비고츠키 저작물이 번역 출판되었으며 한국어판도 번역 출간됐다. 영문판과 한국어 판은 구성면에서 상이할 수 있다.
- The Crisis in Psychology(심리학의 위기)
- Thought and Language(사고와 언어)[9][10]
- 아동발달에서의 도구와 기호(Tool and symbol in child development)[11][12]
- Play and its role in the Mental development of the Child (아동의 정신발달에서의 행동과 역할)[13][14][15][16]
- The Problem of the Cultural Development of the Child(아동의 문화적 발달에서의 이슈들)[17][18][19][20]

## 같이 보기
- 인접발달수준
- 사회문화이론
- 인지발달이론
- 사적언어
- 알렉산더 루리아